# Santissimo Sacramento delle Religiose Reparatrici del Sacro Cuore
Santissimo Sacramento delle Religiose Reparatrici del Sacro Cuore é uma capela dependente da paróquia de San Saturnino Martire localizada na Via Tagliamento, 40, no quartiere Trieste de Roma. É dedicada ao Santíssimo Sacramento.

## História
A capela era antigamente a capela conventual das "Religiosas Reparadoras do Sagrado Coração" (em castelhano:  Religiosas Reparadoras del Sagrado Corazón), baseadas em Lima, no Peru. Elas administravam um a escola e uma casa de repouso no local até a década de 2010, quando o complexo fechou, primeiro a escola e a casa de repouso logo em seguida. A Diocese de Roma não lista mais a congregação como presente em Roma.
Por conta disto, a capela atualmente é pública e as missas são celebradas para a comunidade local. Os pisos superiores do edifício são ocupadas por uma clínica médica particular, o Centro Medico Giancotti.

## Descrição
O complexo é formado por dois edifícios ligados entre si, uma grande casa neobarroca do início do século XX e um sombrio bloco da década de 1950. A primeira abrigava a casa de repouso e o edifício, a escola. Não há jardins e nem pátios, o que é pouco usual para uma escola.
A capela fica no bloco moderno, uma construção de seis andares de teto plano com uma estrutura em concreto armado preenchida com tijolos vermelhos. Os andares são separados por grossas vigas de concreto e que se projetam ligeiramente para fora da parede. O lado esquerdo dos dois primeiros andares é ocupado pela capela.
A parede lateral exposta, para a esquerda, tem sete baias separadas por finos pilares de concreto, também preenchidas de tijolos vermelhos. Eles sustentam uma finíssima viga em zigue-zague de ângulos bem obtusos, um ângulo entre cada par de colunas. Em cada um deles foi inserida uma janela com a largura da baia. Uma faixa de tijolos separa do zigue-zague da grossa viga que marca o início do segundo andar acima.
A parede de fundo, atrás do presbitério, tem uma larga janela no mesmo estilo — quase um retângulo horizontal, mas com um topo com um ângulo muito raso.
Os primeiros dois andares da fachada de frente para a rua são ocupados por um par de grossas molduras de concreto, três grossos pilares sustentando uma grande viga horizontal. Esta tem dois ângulos recortados do lado de baixo, um de cada lado do pilar central e um na sua extremidade superior acima deste mesmo pilar. Esta extremidade é horizontal na direção dos cantos.
A estrutura do lado direito tem dois andares e, do lado esquerdo, serve de fachada para a capela. Ela se abre num portal decorativo de entrada com placas de pinheiro envernizadas e com uma cruz. Acima dela está um bloco de concreto liso e, em seguida, uma janela pentagonal irregular inserida no ângulo inferior da viga já mencionada.